# 速水敬二
速水 敬二（はやみ けいじ、1901年（明治34年）2月5日 - 1974年（昭和49年）7月8日）は、日本の哲学者。専門はヘーゲルの哲学。

## 経歴
1901年、三重県で生まれた。京都帝国大学で学び、卒業。
1946年に國學院大學教授となった。1962年、学位論文『誰：顔の形而上学』を國學院大學に提出して文学博士号を取得。1974年に死去。

## 家族・親族
「学者一家」として知られる東畑家の次男坊で、速水家に婿養子に入った。
- 実兄：東畑精一は戦後の農業政策や経済政策に多大な影響を及ぼし、文化勲章を受章した農業経済学者。
- 実妹：速水喜美子。喜美子は京都学派を代表する哲学者の一人で戦前は近衛文麿の私的政策顧問としても活躍した三木清の夫人。（ → 詳細は東畑精一の親族を参照）。
- 弟：東畑謙三は建築家。
- 弟：東畑四郎は農林事務次官を務めた。
- 長男：速水融は歴史人口学者で、こちらも文化勲章を受章した。
- 次男：速水格は古生物学者。

## 著作
著書
- 『哲学年表』岩波書店 1939
- 『ロゴスの研究』小山書店 1942
- 『哲学通史』(全3巻) 筑摩書房 1950–1958
- 『哲学研究提要』第一出版 1951
- 『誰：顔の形而上学』筑摩書房 1956
- 『吾・君・彼：自由と人間存在』筑摩書房 1966
- 『ルネッサンス期の哲学』筑摩叢書 1967
  - 復刊 1985年
- 『古代・中世の哲学』筑摩叢書 1968
  - 復刊 1985年
- 『ヘーゲルの修業遍歴時代』筑摩書房 1974

訳書
- 『ヘーゲル論理学：エンチクロペディ緒論及び第一部』ヘーゲル著、鉄塔書院 1929
- 『ヘーゲル法の哲学綱要』ガンス著、岡田隆平共訳、鉄塔書院 1931
- 『哲学概論』ヴィンデルバンド著、高桑純夫・山本光雄共訳、岩波文庫 1936
- 『哲学者の言葉「希臘の巻」』坂田徳男共編、小山書店 1938
- 『ヘーゲル哲学体系』ヘーゲル著、筑摩書房 1949
- 『法の哲学：自然法及び国家学』(ヘーゲル全集 9) ヘーゲル著、岡田隆平共訳、岩波書店 1950

## 参考
- 日本人名大辞典